# Jacques Defermon
Joseph Jacques, Comte Defermon des Chapelières, nacido el 15 de noviembre de 1752 en La Chapelle-Basse-Mer y fallecido el 15 de julio de 1831 en París, es un político francés.

## Biografía
Jacques Joseph Defermon des Chapelières es hijo de Jacques Defermon, Sieur des Chapelières, abogado en el parlamento, fiscal fiscal de la baronía de Ancenis, alcalde de Châteaubriant, diputado a los Estados de Bretaña en 1768, y de Marie Lambert. Era hermano del barón Jean-François Defermon (1762-1840), prefecto y diputado.
Sigue los pasos de su padre y es recibido en el Parlamento de Bretaña en Rennes.
En 1783 se casó con Jeanne Duboys des Sauzais, hija de un fiscal en el Parlamento de Bretaña en Rennes, de quien se hizo cargo. Es tía de Jacques Jean Duboys (1792-1861) y Étienne Duboys Fresney. Son los padres de Jacques y Joseph Defermon des Chapelières, así como los abuelos de César-Auguste Ginoux-Defermon.
Partidario de nuevas ideas, participó en 1787-1788 con sus colegas Lanjuinais e Le Chapelier en el movimiento reformista que sacudió los parlamentos. También fue elegido secretario de la Asamblea de los Estados de Bretaña.

### Diputado a los Estados Generales
Defermon se embarcó en una carrera política con motivo de los Estados Generales de 1789. Fue elegido diputado del tercer estado del Senescal de Rennes. A partir de entonces siguió el movimiento revolucionario y se puso del lado de los patriotas.